# تيري باردشاو
تيري باردشاو (بالإنجليزية: Terry Bradshaw)‏ (و. 1948  م) هو مالك فريق ناسكار، وممثل، ولاعب كرة قدم أمريكية، وممثل تلفزي، وكاتب أغاني، وممثل أفلام، من الولايات المتحدة، ولد في شريفبورت، هو عضوٌ في الحزب الجمهوري، مركز لعبه هو ظهير ربعي.

## التعليم
تعلم في جامعة لويزيانا التقنية.

## جوائز
حصل على جوائز منها:
- قاعة مشاهير محترفي كرة القدم.

## وصلات خارجية
- تيري باردشاو على موقع مرجع كرة القدم المحترفة.كوم (الإنجليزية)
- تيري باردشاو على موقع قاعة لويزيانا للمشاهير الرياضية (الإنجليزية)

- تيري باردشاو على موقع IMDb (الإنجليزية)
- تيري باردشاو على موقع الموسوعة البريطانية (الإنجليزية)
- تيري باردشاو على موقع ألو سيني (الفرنسية)
- تيري باردشاو على موقع ميوزك برينز (الإنجليزية)
- تيري باردشاو على موقع أول موفي (الإنجليزية)
- تيري باردشاو على موقع قاعدة بيانات الأفلام السويدية (السويدية)
- تيري باردشاو على موقع إن إن دي بي (الإنجليزية)
- تيري باردشاو على موقع أول ميوزيك (الإنجليزية)
- تيري باردشاو على موقع ديسكوغز (الإنجليزية)
- تيري باردشاو على موقع قاعدة بيانات الفيلم (الإنجليزية)